# Враницький Василь Іванович
Враницький Василь Іванович (1785 або 1786 — 2 грудня 1832) — полковник квартирмейстерської частини, декабрист. Учасник франко-російської війни.

## Біографія
За походженням чех. Батько — Ян (Йоганн) Враницький, небагатий празький пивовар, мати — Анна (уроджена Чайкова). У формулярному списку показаний за походженням дворянином — «з дворян Богемського королівства міста Праги». З 1793 по 1797 рік навчався в празькій гімназії. На службу вступив до австрійської армії, в 1803–1804 навчався в артилерійській офіцерській школі в Празі. У 1804–1805 роках — офіцер 28 піхотного полку, вийшов у відставку в травні 1805 року. На російську службу вступив прапорщиком у Севський піхотний полк у Пруссії під час російсько-французької війни в грудні 1806 року. Поручник — 7 листопада 1808 року, учасник кампаній 1806—1807 з Францією та війни зі Швецією, за відміну присвоєне звання поручника. Переведений у квартирмейстерську частину — 2 липня 1812 року. Учасник французько-російської війни 1812 року та закордонних походів. Полковник з квітня 1822 року, обер-квартирмейстер 3 піхотного корпусу.
Член Південного товариства з 1824 року. Знав мету таємного товариства, тобто зміну державного порядку. Наказ про арешт від 5 січня 1826 року, заарештований у Житомирі, доставлений до Петербурга з Житомира на головну гауптвахту 18 січня, 7 лютого переведений у Петропавлівську фортецю. Засуджений за VIII розрядом і по конфірмації 10 липня 1826 року позбавлений чинів і дворянства, засуджений до заслання на поселення вічно. Відправлений у Пелим Тобольської губернії. 22 серпня 1826 термін поселення скоротили до 20 років. У 1830 році у зв'язку з душевною хворобою дозволено перевести в Ялуторовськ. Відчував крайні матеріальні труднощі, але відмовився від допомоги графа Пйотра Мошинського, який у липні 1830 року звернувся з проханням до Бенкендорфа про дозвіл його дружині, графині Мошинській, доставляти Враницькому щорічно по 1 000 рублів і таку ж суму висилати його батькові, що мешкав у Празі.
Помер у Ялуторовську (могила не збереглася). Василю Івановичу Враницькому встановлено пам'ятник у Ялуторовську на старому кладовищі (нині парк Перемоги).

## Нагороди
- Орден святої Анни 4 ступеня.
- Орден святої Анни 2 ступеня.
- Орден святого Володимира 4 ступеня.
- Золота шпага за хоробрість.